# 谷信一 (実業家)
谷 信一（たに しんいち、1917年3月14日 - 1980年9月6日）は、日本の銀行家。生え抜き初の東海銀行（現三菱UFJ銀行）頭取を務めたが、病気で退任した。正四位勲二等瑞宝章。藍綬褒章受章。

## 略歴
岐阜県出身。1937年に名古屋高等商業学校（現名古屋大学経済学部）卒業し、同年に愛知銀行に入行。歴代頭取が日本銀行出向者に占められる中、1975年5月から生え抜きの初の東海銀行（現三菱UFJ銀行）頭取を務めたが、1980年に急病で頭取職を同窓たる加藤隆一に譲り退任した。1979年藍綬褒章受章。1980年正四位勲二等瑞宝章。